# Computerwelt
Computerwelt er en dansk kortfilm fra 1999 med instruktion og manuskript af Bo Vase.

## Handling
En metafilmisk komposition, hvor computeren bliver en måde at tænke og leve på.